# Filotes
En la mitología griega, Filotes (en griego antiguo: Φιλότης, romanización: Philótēs) era la personificación del cariño, el afecto, la amistad y la intimidad sexual. Su equivalente romana era Amicitia o Gratia. Es una deidad que no ha superado la fase de abstracción personificada. Hesíodo la incluye en la Teogonía, como una hija de la Noche sin unión. Higino, un autor latino, dice que Amicitia, la Amistad, nació de la unión entre la Noche y el Érebo. Cicerón, otro autor latino, la denomina como Gratia, el Encanto, y de nuevo la considera hija de la Noche y el Érebo.
Filotes no aparece en ningún mito, pero fue descrita por Empédocles; él describe que esta diosa se siente lastimada y ofendida por las ofrendas que destruyen la vida y exige la abstención de los sacrificios animales. Para Empédocles, el Amor y el Odio (Neikos) es lo que modela a los cuatro elementos —el fuego, la tierra, el aire y el agua— .
La Ternura es una de las pocas abstracciones nacidas de la Noche con un significado no negativo y en este sentido es similar a algunas de sus hermanas, como la Moderación (Continentia), la Sensatez (Epiphron), la Alegría (Euphrosyne) o la Piedad (Misericordia). No obstante también cabe la posibilidad de que por Gratia se entienda «Favor» o «Seducción», adaptando el contexto de una cualidad negativa en consonancia con sus otras hermanas citadas en una nómina.